# Gemeinschaftskraftwerk Bremen

Logo der Eigentümergesellschaft

Das Gemeinschaftskraftwerk Bremen (GKB) ist ein Gas- und Dampfturbinenkraftwerk im Bremer Ortsteil Industriehäfen. Es steht auf dem Areal der ArcelorMittal-Stahlwerke in direkter Nachbarschaft zum unmittelbar östlich gelegenen Kraftwerk Mittelsbüren, steht mit diesem allerdings – vom gemeinsamen Betreiber und gemeinsamer Infrastruktur abgesehen – in keinerlei Verbindung.

## Technik
Das Kraftwerk verfügt über eine installierte Leistung von 444,5 Megawatt und soll rund 1,8 Milliarden Kilowattstunden elektrischer Energie im Jahr produzieren. Es könnte damit theoretisch den Jahresbedarf von über 500.000 bremischen Privathaushalten decken. Ein Großteil der Energie wird jedoch in das Bahnstromnetz der DB Energie eingespeist, worüber eine jährliche Leistungsscheibe von 165 Megawatt abgenommen wird. Unter anderem aus diesem Grund bot sich der gewählte Standort an, da dort neben passender Infrastruktur und Erdgasversorgungsleitungen bereits einige der notwendigen elektrotechnischen Einrichtungen wie beispielsweise eine so genannte vollstatische Frequenzkupplung vorhanden sind. Diese wandelt den vom GKB erzeugten Strom mit einer Frequenz von 50 Hertz in Bahnstrom mit 16,7 Hertz um. Ein weiterer Umrichter wird noch zusätzlich installiert. Darüber hinaus handelt es sich um einen seit langem genehmigten Kraftwerksstandort.
Der Block des GKB ist äußerst kompakt und wird eine nur relativ kleine Grundfläche haben. Durch die diesem Kraftwerkstyp eigene Doppelnutzung – Gasverbrennung Dampferzeugung mit Hilfe der heißen Abgase des ersten Prozesses – erhält es im thermodynamischen Kreisprozess einen Netto-Wirkungsgrad von 58,29 Prozent und zählt damit zu den effizientesten konventionellen Kraftwerken. Es ist sehr flexibel einsetzbar und aufgrund kurzer Startzeiten und der Möglichkeit schneller Laständerungen ein ideales Mittellast-Kraftwerk. So kann z. B. die Leistung im Bedarfsfall binnen knapp 15 Minuten auf Nullwert zurückgefahren werden. Mit diesen Eigenschaften soll das GKB als Ergänzung zu den nicht immer in konstantem Maße bereitstehenden erneuerbaren Energien dienen. Im Vergleich zu anderen Kraftwerken mit fossilen Brennstoffen emittiert es wesentlich weniger klimaschädliches Kohlenstoffdioxid – lediglich 360 Gramm pro erzeugter Kilowattstunde. Ein Zellenkühlturm sorgt darüber hinaus dafür, dass das warme Kühlwasser abgekühlt, bevor es wieder dem Kreislauf zugeführt und in die Weser geleitet wird. Es darf nicht wärmer als 30 Grad Celsius sein, um eine zu massive Wesererwärmung zu vermeiden.

## Baugeschichte
Bereits 2004 trat der bremische Energieversorger swb AG mit der DB Energie in Verhandlungen über den Bau eines neuen Kohlekraftwerks in Bremen, um auch weiterhin eine sichere und konstante Einspeisung von Bahnstrom zu gewährleisten. Diese Pläne wurden im August 2007 jedoch aus wirtschaftlichen Gründen verworfen. Ab Anfang 2009 befasste man sich mit Ideen für ein Gas- und Dampfturbinenkraftwerk und stellte die Pläne den politisch Verantwortlichen vor – unter anderem Ende Januar 2010 im Beirat Burglesum.
Im März 2011 konstituierte sich als Kooperation mehrerer Partnern die Gemeinschaftskraftwerk Bremen GmbH & Co. KG. Gesellschafter sind swb (51,76 %), die Mainova AG (25,1 %), die TOBI Gaskraftwerksbeteiligungs GmbH & Co. KG (16,19 %), die ovag Energie AG (4,95 %) sowie DB Energie (2,0 %). Ursprünglich hielt die swb 57,4 % der Anteile, von denen sie 8,4 % an weitere Partner vergeben konnte. Von dieser Option hat die swb mittlerweile auch Gebrauch gemacht und 5,64 % an die ovag Energie AG und die TOBI Gaskraftwerksbeteiligungs GmbH & Co. KG verkauft. Innerhalb der Gesellschaft übernahm swb – unter anderem auf Grund der örtlichen Nähe und damit verbundener logistischer Vorteile – die Projektleitung für den mit 30 Monaten kalkulierten Zeitraum der Errichtung und wird später auch die Betriebsführung übernehmen. Auf der ersten Sitzung des Konsortialkreises am 23. März wurde die Realisierung des Projekts beschlossen. Generalunternehmer für die Konstruktion der Anlage ist ein Konsortium aus GE Wind Energy GmbH, GE Energy Products France SNC und der Cobra Instalaciones y Servicios S.A.
Inoffizieller Baustart war am 26. Juli 2011, als begonnen wurde, 15 Meter lange und bis zu 80 Zentimeter dicke Stahlbetonpfähle zu setzen, auf denen das Kraftwerk gründen wird. Insgesamt 1200 diese Pfähle werden mit einer Rate von zehn bis 15 pro Tag verbaut. Am 18. November 2011 erfolgte schließlich die feierliche Grundsteinlegung.
Nach der Fertigstellung des Kraftwerks in der ersten Jahreshälfte 2014 wurde am 12. Juli 2014 die Gasturbine erstmals gezündet. Am 1. Dezember 2016 wurde das Kraftwerk für den Regelbetrieb hochgefahren.

## Finanzierung
Am 23. April 2009 gab der swb-Aufsichtsrat die benötigten finanziellen Mittel zur Projektplanung frei. Das Investitionsbudget des neuen Kraftwerks beträgt etwa 445 Millionen Euro. Die WestLB übernahm die Funktion des Financial Advisor. Sie bereitete den Finanzierungsprozess und die Bankenansprache vor und begleitete diese auch. Am 30. Juni 2011 schloss die GKB die Projektfinanzierung über ein Gesamtvolumen von 337 Millionen Euro mit einem Bankenkonsortium ab. Dieses agierte unter Führung der Bremer Landesbank, der Landesbank Baden-Württemberg und der KfW IPEX-Bank; als Mandated Lead Arranger fungierten die Commerzbank, die BayernLB, die DekaBank Deutsche Girozentrale sowie die Landesbank Hessen-Thüringen. Die Vertragskonditionen beinhalten eine lange Laufzeit (Bauzeit plus 18 Jahre). Die restlichen Mittel zur Finanzierung (etwa 108 Millionen Euro) erbrangen die Gesellschafter in Form von Eigenkapital und Gesellschafterdarlehen. Voraussichtlich wird sich die Europäische Investitionsbank mit einem Gesamtvolumen von bis zu 200 Millionen Euro an der Refinanzierung beteiligen – die Koordinierung dieser Tranche erfolgt durch die Landesbank Baden-Württemberg.